# Planet Waves
Planet Waves — чотирнадцятий студійний альбом американського автора та виконавця пісень Боба Ділана, представлений 17 січня 1974 року лейблом Asylum Records у США та Island Records — у Великій Британії.

## Про альбом
Платівка була записана разом із учасниками гурту The Band, обкладинку Ділан створював сам. Спочатку альбом планували назвати «Ceremonies Of The Horsemen» (фраза із пісні «Love Minus Zero/No Limit» з альбому 1965 року Bringing It All Back Home), проте Ділан вирішив змінити назву в останній момент. Інша робоча назва альбому була «Wedding Song». 
Альбом очолив чарт у США Billboard 200.

## Список пісень
| #   | Назва                          | Тривалість |
| --- | ------------------------------ | ---------- |
| 1.  | «On a Night Like This»         | 2:59       |
| 2.  | «Going, Going, Gone»           | 3:28       |
| 3.  | «Tough Mama»                   | 4:16       |
| 4.  | «Hazel»                        | 2:49       |
| 5.  | «Something There Is About You» | 4:43       |
| 6.  | «Forever Young»                | 4:57       |
| 7.  | «Forever Young»                | 2:49       |
| 8.  | «Dirge»                        | 5:37       |
| 9.  | «You Angel You»                | 2:54       |
| 10. | «Never Say Goodbye»            | 2:53       |
| 11. | «Wedding Song»                 | 4:42       |